# Bruno Hubschmid
Bruno Hubschmid (Villnachern, Districte de Brugg, 7 de març de 1950) és un ciclista suís, ja retirat, que va córrer durant els anys 60 i 70 del segle xx. Durant la seva carrera esportiva van prendre part en dues edicions dels Jocs Olímpics, el 1968, a Ciutat de Mèxic, i el 1972, a Múnic.
Del seu palmarès destaquen les dues medalles als Campionats del món de en contrarellotge per equips de 1968 i 1969.

## Palmarès
- 1968
  - 1r al Tour al País de Vaud
- 1969
  - Vencedor de 2 etapes a la Volta a Iugoslàvia
- 1971
  -  Campió de Suïssa amateur en ruta
  - Vencedor d'una etapa a la Milk Race
  - Vencedor d'una etapa al Tour de l'Avenir
  - Vencedor d'una etapa a la Volta a Renània-Palatinat
- 1972
  - Vencedor d'una etapa al Tour de l'Avenir